# Congis-sur-Thérouanne

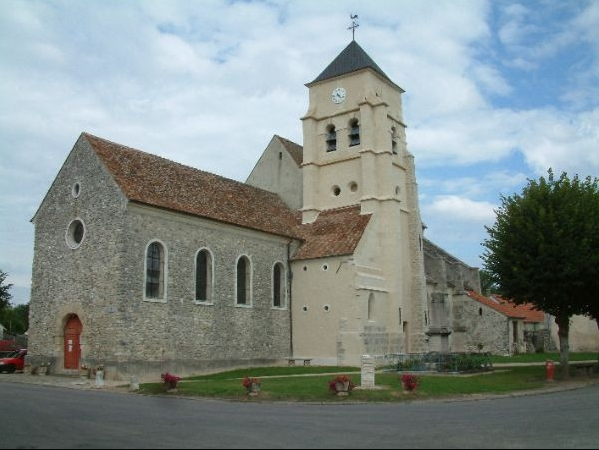
Kerk

Congis-sur-Thérouanne is een gemeente in het Franse departement Seine-et-Marne (regio Île-de-France) en telt 1516 inwoners (1999). De plaats maakt deel uit van het arrondissement Meaux.

## Geschiedenis
In 1807 werd de gemeente Villiers-les-Rigault bij Congis-sur-Thérouanne gevoegd.

## Geografie
De oppervlakte van Congis-sur-Thérouanne bedraagt 15,2 km², de bevolkingsdichtheid is 99,7 inwoners per km².
De onderstaande kaart toont de ligging van Congis-sur-Thérouanne met de belangrijkste infrastructuur en aangrenzende gemeenten.

## Demografie
Onderstaande figuur toont het verloop van het inwonertal (bron: INSEE-tellingen).

1. ↑  Populations de référence 2022.